# 通覚寺 (台東区)
通覚寺（つうかくじ）は、東京都台東区にある真宗大谷派の寺院。

## 歴史
1632年（寛永9年）、敬西によって開山された。1590年（天正18年）の徳川家康の江戸入府以降、徳川家（江戸幕府）は江戸の都市計画を推し進め、各寺院の誘致をしていた。東本願寺も所属寺院の徳本寺をはじめ、多くの末寺が江戸に進出しつつあった。敬西もこの動きに合わせて、1610年（慶長15年）頃に当寺の前身となる寺を創建した。そして1632年（寛永9年）に東本願寺より本尊が与えられ、寺号公称が認められることになった。
その後も文化の大火、安政大地震、関東大震災、東京大空襲に遭いながらも、現在まで法統と敬西以来の血統（稲垣氏）を継承している。

## 交通アクセス
- 銀座線田原町駅より徒歩約2分（経路案内）。
- つくばエクスプレス浅草駅より徒歩約5分（経路案内）。